# Harley Earl
Harley J. Earl (22 november 1893–10 april 1969) var en amerikansk bildesigner och konstruktör. Hans mest kända designarbeten är de gjorda under hans tid hos General Motors åren 1927 till 1959.
Den första bilen Earl designade var 1927 års nykomling på den amerikanska bilmarknaden, LaSalle. Han var också den som införde fenor på bakskärmarna hos Cadillac, ett formgivningsgrepp som skulle komma att dominera den amerikanska bildesignen under 1950-talet. Det var också Earl som övertalade GM:s ledning att satsa på sportbilen Corvette.